# Château de Montfort (Dordogne)
Pour l’article homonyme, voir Château de Montfort (Côte-d'Or).
Le château de Montfort, à Vitrac, surplombe la Dordogne. Il ne se visite pas.

## Historique
Le château est cité en 866 sous le nom de « Castrum de Monte Forti ».
Bernard de Casnac, chef sanguinaire pendant la croisade des Albigeois, marié à Alix de Turenne, a été le seigneur d'Aillac, de Castelnaud et de Montfort. Le château est pris par Simon de Montfort en 1214. Bernard de Casnac le reprend l'année suivante, ainsi que le château de Castelnaud. Il est assiégé et détruit en 1216 par l'armée de l'archevêque de Bordeaux.
Le fief, ainsi que celui d'Aillac, a été donné à Raymond IV, vicomte de Turenne qui entreprend la reconstruction du château.
En 1251, le partage des biens des vicomtes de Turenne entre Raymond VI et Hélis de Turenne, fille de Raymond IV, mariée à Hélie de Rudel, seigneur de Bergerac, Blaye et Gensac fait passer les fiefs de Ribérac, Espeluchat, Aillac, Carlux, Souillac, Roixe (Creysse), Larche, Terrasson, Salagnac, La Cassagne et ceux dans leur mouvance dans la famille de Rudel.
Les biens d'Hélis de Turenne et d'Hélie de Rudel passent à leur fille unique, Marguerite de Rudelle, dite de Turenne. Celle-ci s'est mariée avec Renaud III, sire de Pons. Leurs biens ont été partagés entre leurs trois enfants.
Geoffroy V de Pons, fils de Renaud III de Pons et de Marguerite de Rudel, dite de Turenne, dame de Bergerac, est marié à Isabelle de Carlat. Sa mère, par son testament de 1289, le fait héritier des châteaux et châtellenie de Ribérac, d'Épeluchat, de Montfort, d'Aillac, de Carlux, de Larche, de Creysse, de Martel, de Mons, et de tous ses droits sur la vicomté de Turenne dus au partage de 1251. Seigneur de la châtellenie de Montfort et d'Aillac, il a la haute justice sur six paroisses. En 1309, le roi de France retire à Geoffroy V la haute justice et la prend à son profit pour avoir approuvé son châtelain de Carlux qui a reçu des bannis de France. L'arrêt demande de détruire et de brûler le château de Montfort.
Pendant la guerre de Cent Ans, le château résiste à des sièges, en 1404 et 1409. La garnison abandonne le château en 1441.
Jacques Ier de Pons (1413-1473), fils de Renaud VI de Pons et de Marguerite de La Trémoille, fille de Guy VI de La Trémoille, sire de Pons, vicomte de Turenne, seigneur de Ribérac, de Montfort, de Montluc, des îles d'Oléron, de Marennes, de la terre d'Arvert, titré cousin du roi, chambellan de Louis XI, est convaincu de crime de lèse-majesté par un arrêt du parlement de Paris du 28 juin 1449. Il perd ses fiefs d'Aillac, Montfort et Carlux qui sont attribués à Pierre de Brézé. Jacques de Pons s'est alors réfugié en Espagne. En 1461, les accusations sont reconnues comme fausses et le roi Louis XI lui accorde des lettres de rémission. Il est mort en 1472 ou 1473 sans avoir récupéré tous ses fiefs.
Pierre de Brézé est tué à la bataille de Montlhéry, le 16 juillet 1465, son fils aîné, Jacques de Brézé, lui succède dans tous ses titres. Il tue sa femme, Charlotte de Valois, le 31 mai 1477. Il est arrêté le 24 novembre 1477 et gardé à la Conciergerie. Enlevé sur ordre de Louis XI, il est gardé dans le château de Vernon avant d'être condamné le 22 septembre 1481 à payer 100 000 écus d'or. Ne pouvant payer l'amende, il est à nouveau mis en prison au château de Roche-Corbon. Pour sortir de prison, il doit céder au roi la totalité de ses biens par contrat passé à Tours le 6 octobre 1481. Parmi les biens cédés, il y a ses fiefs en Périgord, Montfort, Carlux, Aillac qui dépendent de la vicomté de Turenne. Le roi céda les biens acquis de Jacques de Brézé à son fils, Louis de Brézé. Le 14 août 1483, Pierre de Brézé cède par un acte à son fils, Louis de Brézé, tout ce qu'il possède dans la vicomté de Turenne. Après la mort de Louis XI, son fils Charles VIII accorde des lettres de rémission à Jacques de Brézé pour le meurtre de sa femme en août 1486.
En 1486, Guy de Pons (11 mai 1431-1510), fils de Jacques Ier de Pons, seigneur de Ribérac, est remis en possession de ses terres de Montfort, de Carlux et d'Aillac. La seigneurie passe ensuite directement à François II de Pons, fils de François Ier de Pons et petit-fils de Guy de Pons,
Les Huguenots prennent le château trois jours après la prise de Sarlat par Geoffroy de Vivans, le 22 février 1574. Le seigneur est alors Antoine de Pons (1510-1586), sire de Pons, comte de Marennes, baron d'Oléron, seigneur de Royan, Mornac, Blaye, Montfort, Carlux, titré cousin du roi, conseiller en ses conseils d'État et privé, fils de François II de Pons, marié à Marie de Monchenu. Il combat pour le roi. En 1586, les habitants de Sarlat ont demandé à l'armée du duc de Mayenne d'attaquer et de démolir le château. François de Cazillac, baron de Cessac, a été envoyé pour reconnaître les lieux. Finalement l'attaque n'eut pas lieu. Le chanoine de Tarde écrit que c'était parce que « c'estoit peu de chose ».
Le château fut détruit et reconstruit cinq fois entre 1214 et 1606.
En 1606, le roi demande le démantèlement du château sans l'obtenir.
En 1664, le château est vendu à Gaston-Jean-Baptiste, duc de Roquelaure.
Au début du XXe siècle, le propriétaire du château des Chabannes, à Sorges, a fait démonter deux tours. Une de ses tours a été remontée contre le logis principal du château de Montfort.
À partir de 1919, le château a appartenu à Jean Galmot, un brasseur d'affaires et un entrepreneur dans les colonies françaises. Il a continué la restauration du château.
En 1921, c'est Jean Mercier qui rachète Montfort. Ayant récupéré en 1919 des éléments du cloître de l'église Saint-Vaast de Béthune — détruite lors des bombardemets allemands en 1918 —, il fait transporter au château de Montfort des colonnes et des chapiteaux en vue d'y créer une pergola.
Il y aménage en 1927 avec son épouse, issue de la famille Leclercq, et leurs trois garçons. Lors de la guerre, le château est pillé par des maquisards espagnols. Ces derniers assassinent Jean. Son épouse vendra Montfort en 1962.
Dans les années 1980, le château a été aussi la propriété de Ghaith Pharaon, homme d'affaires saoudien. Par la suite, le FBI et Interpol se mettront à la recherche de Ghaith Pharaon, fugitif et inculpé dans plusieurs affaires,,,,,. Celui-ci décède en janvier 2017, et le château devrait revenir à son fils Laith (en).

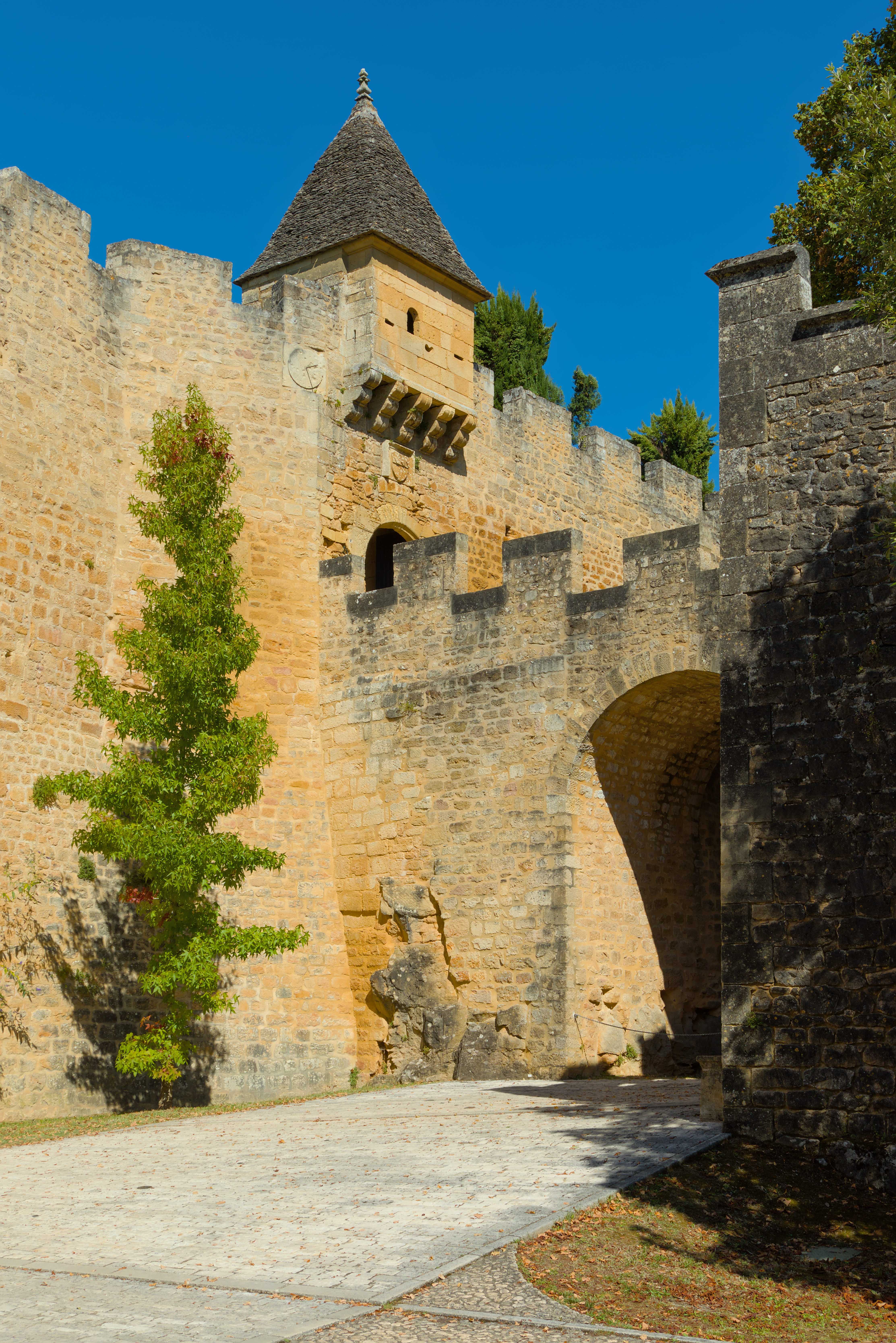
Une des portes fortifiées du château.
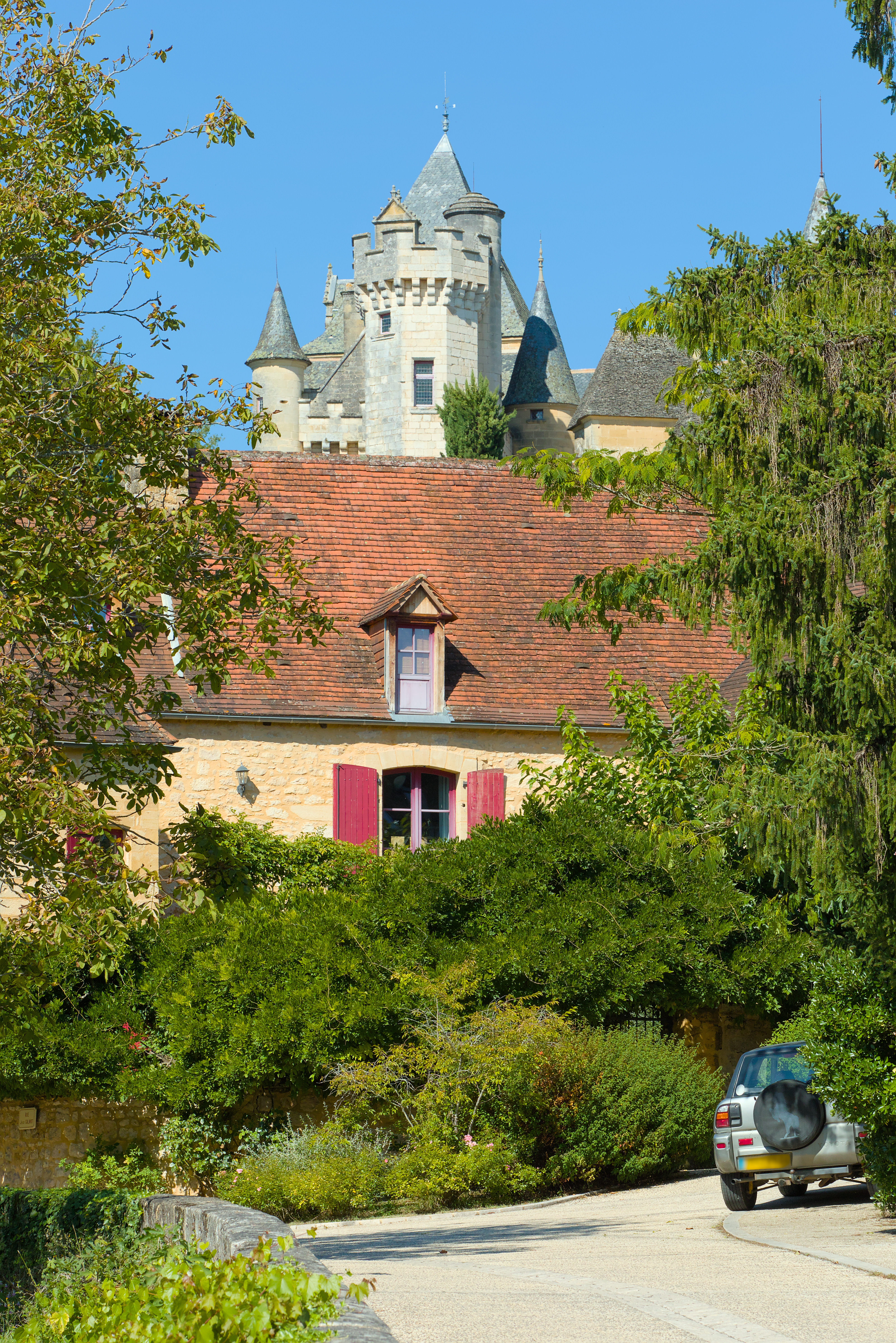
Vue depuis le village.
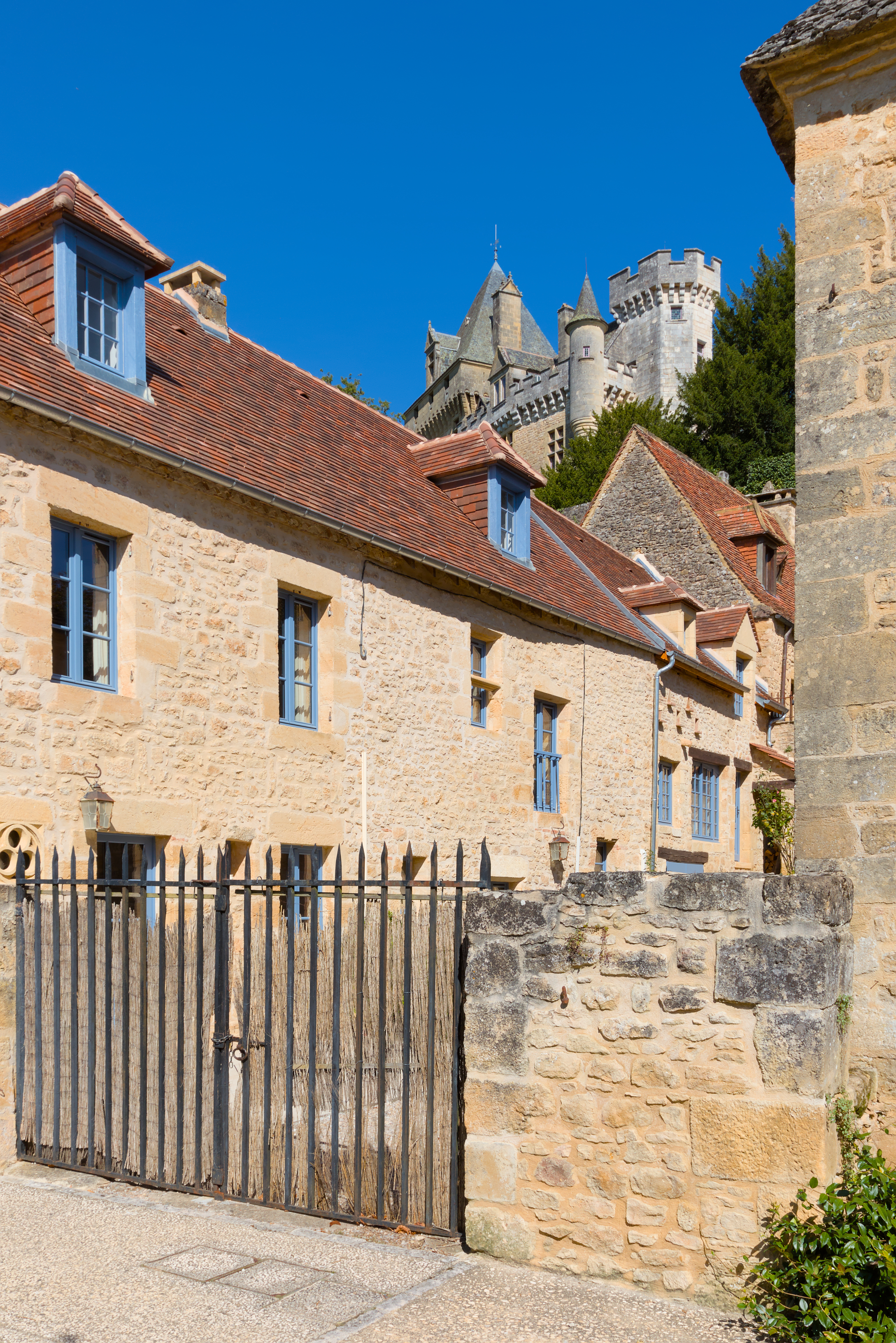
Vue depuis le village.
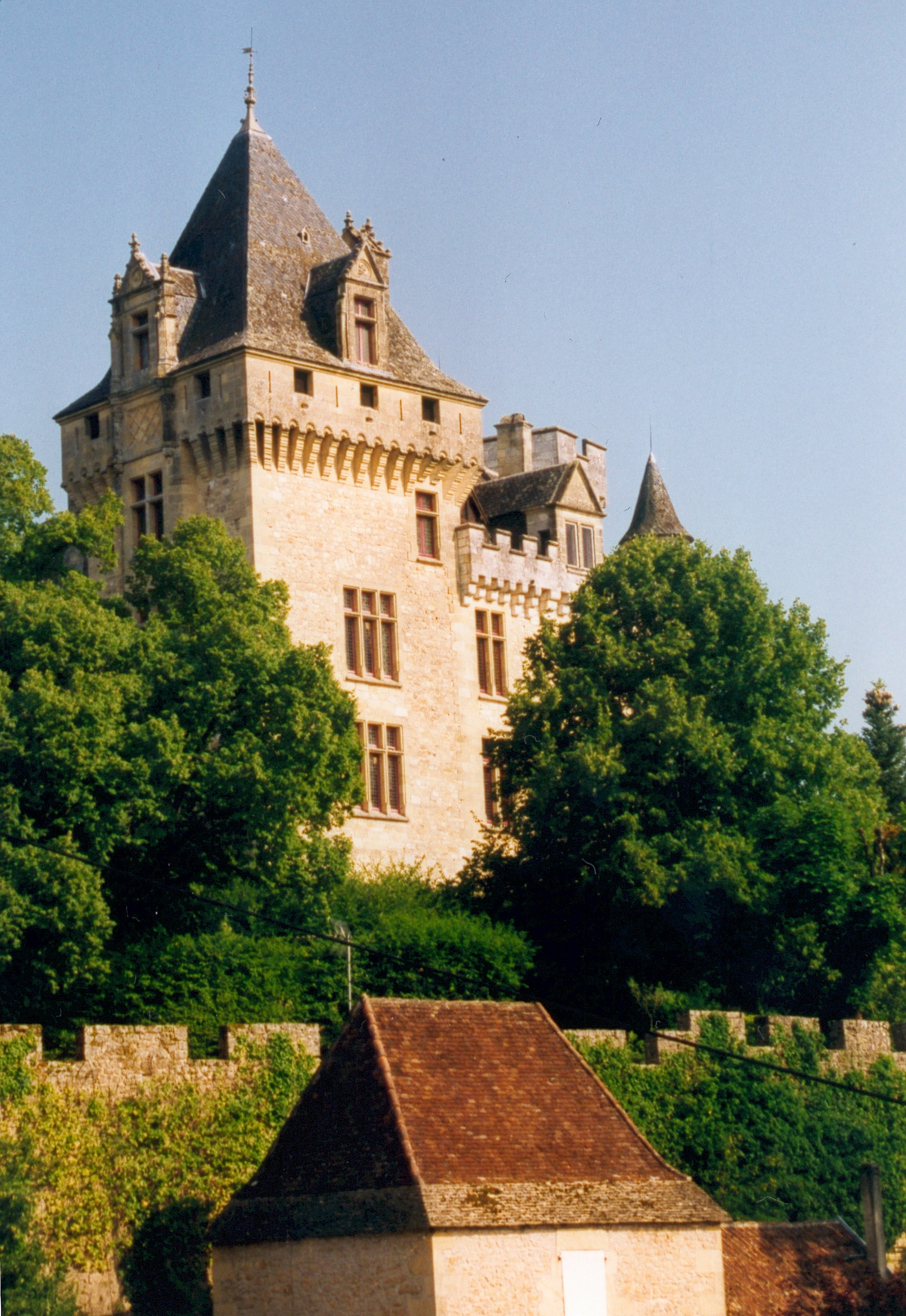
Vue depuis le village.